# José Rodrigues Miguéis
José Claudino Rodrigues Miguéis GOSE (Santiago, Lisboa, 9 de Dezembro de 1901 — Nova Iorque, 27 de Outubro de 1980) foi um escritor, dramaturgo, professor e desenhador português.

## Biografia
Nascido no número 12 da Rua da Saudade, no bairro típico de Alfama, passou a sua infância e juventude em Lisboa, recordações que marcarão a sua futura obra. Nasceu a 9 de dezembro de 1901 e foi batizado na igreja de Santiago a 21 de setembro de 1902, como filho de D. Manuel Migueis Pombo, um empregado galego natural de Borbén, província de Pontevedra, e D. Adelaide Rodrigues Migueis, doméstica, natural da freguesia e concelho de Góis.
Ainda em Lisboa viria a formar-se em Direito, em 1924. Em 1925, foi delegado do procurador da República em Setúbal. De novo em Lisboa, foi professor de História e Geografia no Liceu Gil Vicente. Consagrou a sua vida à Literatura e à Pedagogia. Em 1929, vai para Bruxelas, onde vem a licenciar-se, em 1933, em Ciências Pedagógicas na Universidade Livre de Bruxelas com uma bolsa da Junta de Educação Nacional, tendo posteriormente dirigido, com Raul Brandão, um conjunto inacabado de Leituras Primárias, obra que nunca viria a ser aprovada pelo governo. Em Bruxelas, conheceu a primeira mulher, a professora Pesea Cogan Portnoi (Quixinau, c. 1909), filha de Silinna Cogan Portnoi e de Risca Lura, naturais de Quixinau, com quem casou civilmente, em Lisboa, a 22 de setembro de 1932. Por sentença de 24 de fevereiro de 1940, os dois divorciaram-se litigiosamente, a requerimento de José Rodrigues Miguéis.
José Rodrigues Miguéis pertenceu ao chamado grupo Seara Nova, ao lado de grandes autores como Jaime Cortesão, António Sérgio, José Gomes Ferreira, Irene Lisboa ou Raul Proença. Colaborou em diversos jornais como O Diabo, Diário Popular, Diário de Lisboa e República. Em 1931, após polémica interna, afasta-se do grupo Seara Nova. Em 1932, estreou-se como escritor com a novela Páscoa Feliz, que recebeu o Prémio Literário da Casa da Imprensa. Novamente em Lisboa vindo de Bruxelas, foi, juntamente com Bento de Jesus Caraça, director de O Globo, semanário que viria a ser proibido pela censura em 1933. Segundo os linguistas Óscar Lopes e António José Saraiva, a sua obra pode ser considerada como realismo ético, sendo claras as influências de autores como Dostoiévsky ou o seu amigo Raul Brandão. De resto, parecem claras nas suas primeiras obras as influências estéticas da Presença, podendo ler-se nas entrelinhas das suas obras simpatias com as temáticas neo-realistas portuguesas. Segundo António Ventura, José Rodrigues Miguéis tinha aderido ao Partido Comunista Português nos anos trinta, antes de emigrar para os EUA em 1935, e viria a ser nomeado representante do PCP junto do PCEUA. Tem obras traduzidas em inglês, italiano, alemão, russo, checo, francês e polaco. Herdando do pai as ideias republicanas e progressistas, cedo entrou em conflito com o Estado Novo, o que acabaria por levá-lo ao exílio para os Estados Unidos a partir de 1935, onde fundou, em Nova Iorque, o Clube Operário Português. Nos Estados Unidos, trabalhou como tradutor e redactor das Selecções do Reader's Digest. A 6 de junho de 1940, casou segunda vez, em Nova Iorque, com Camilla Pitta Campanella, uma cidadã luso-americana.
Desde essa altura até à sua morte apenas voltaria pontualmente a Portugal, não passando no seu país natal períodos superiores a três anos. Em 1942, viria a adquirir a nacionalidade americana. Entre 1949 e 1950, viveu no Rio de Janeiro. Em 1960, estando em Portugal desde 1957, recebeu o Prémio Camilo Castelo Branco, da Sociedade Portuguesa de Escritores, pela sua obra Léah e Outras Histórias. Em 1961 foi eleito membro da Hispanic Society of America e, em 1976, tornou-se membro da Academia das Ciências de Lisboa. Um ano antes do seu falecimento foi agraciado, a 3 de Setembro de 1979, com o grau de Grande-Oficial da Ordem Militar de Sant'Iago da Espada. Morreu em Nova Iorque a 27 de outubro de 1980, vítima de ataque cardíaco, tendo o seu corpo sido cremado em Manhattan. Em 1982, a sua viúva traz as cinzas para Lisboa, onde as depositou num monumento fúnebre em honra de José Rodrigues Miguéis, no Cemitério do Alto de São João. Mário Neves publicou uma biografia sua em 1990.

## Obras
- Páscoa feliz (Novela), 1932;
- Onde a noite se acaba (Contos e Novelas), 1946;
- Saudades para Dona Genciana (Conto), 1956;
- O Natal do clandestino (Conto), 1957;
- Uma aventura inquietante (Romance), 1958;
- Léah e outras histórias (Contos e Novelas), 1958;
- Um homem sorri à morte com meia cara (Narrativa), 1959;
- A escola do paraíso (Romance), 1960;
- O passageiro do Expresso (Teatro), 1960;
- Gente da terceira classe (Contos e Novelas), 1962;
- É proibido apontar. Reflexões de um burguês - I (Crónicas), 1964;
- Nikalai! Nikalai! (Romance), 1971;
- A Múmia, 1971;
- O espelho poliédrico (Crónicas), 1972;
- Comércio com o inimigo (Contos), 1973;
- As harmonias do "Canelão". Reflexões de um burguês - II (Crónicas), 1974;
- O milagre segundo Salomé, 2 vols. (Romance), 1975;
- O pão não cai do céu (Romance), 1981;
- Passos confusos (Contos), 1982;
- Arroz do céu (Conto), 1983;
- O Anel de Contrabando, 1984;
- Uma flor na campa de Raul Proença, 1985;
- Idealista no mundo real, 1991;
- Aforismos & desaforismos de Aparício, 1996.